# Wajirinus crassipes
Wajirinus crassipes är en mångfotingart som beskrevs av Hoffman 1982. Wajirinus crassipes ingår i släktet Wajirinus och familjen Oxydesmidae. Inga underarter finns listade i Catalogue of Life.